# St. Maria Margaretha (Rentwertshausen)

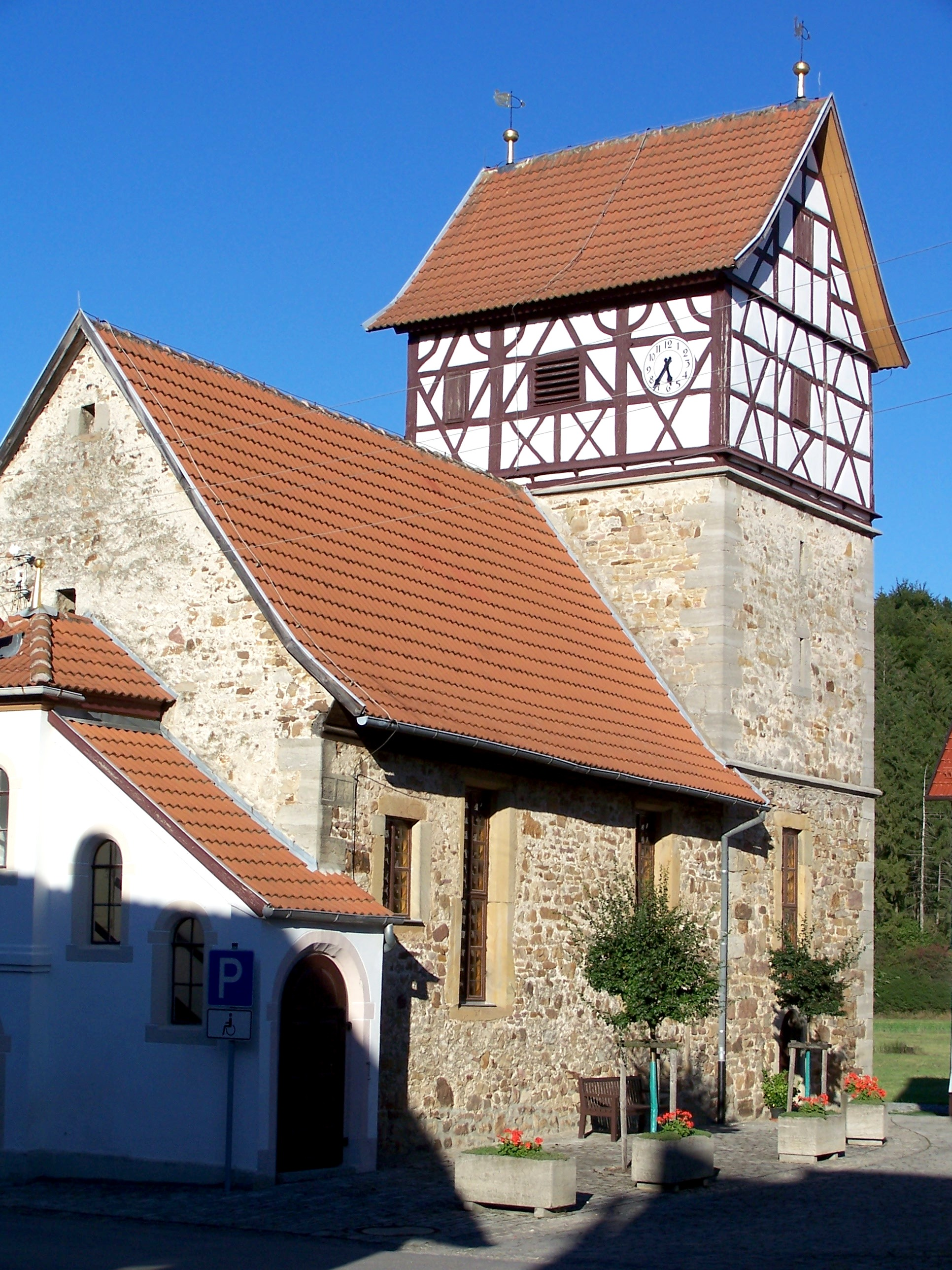
St. Maria Margaretha

Die evangelisch-lutherische Kirche St. Maria Margaretha steht im Ortsteil Rentwertshausen der Gemeinde Grabfeld im Landkreis Schmalkalden-Meiningen in Thüringen. Sie gehört zum Kirchspiel Bibra im Kirchenkreis Meiningen der Evangelischen Kirche in Mitteldeutschland.

## Geschichte
Eine Baujahresangabe der auffallend kleinen Dorfkirche mit einem Fachwerkobergeschoss im Kirchturm fehlt. Über einen Vorgängerbau ist nichts bekannt. Allerdings bringt man die Jahreszahl 1604 in der Kanzelinschrift mit der Bauzeit in Verbindung. Die Orgel wurde um 1800 angeschafft, der Taufstein von 1844 ist neugotisch.
1983 bekam die Kirche mit Altarkreuz, Antependium, Ambo und Kanzelpult modernen Holzschmuck von der Greizer Künstlerin Elly-Viola Nahmmacher.